# Gevatterin Kröte

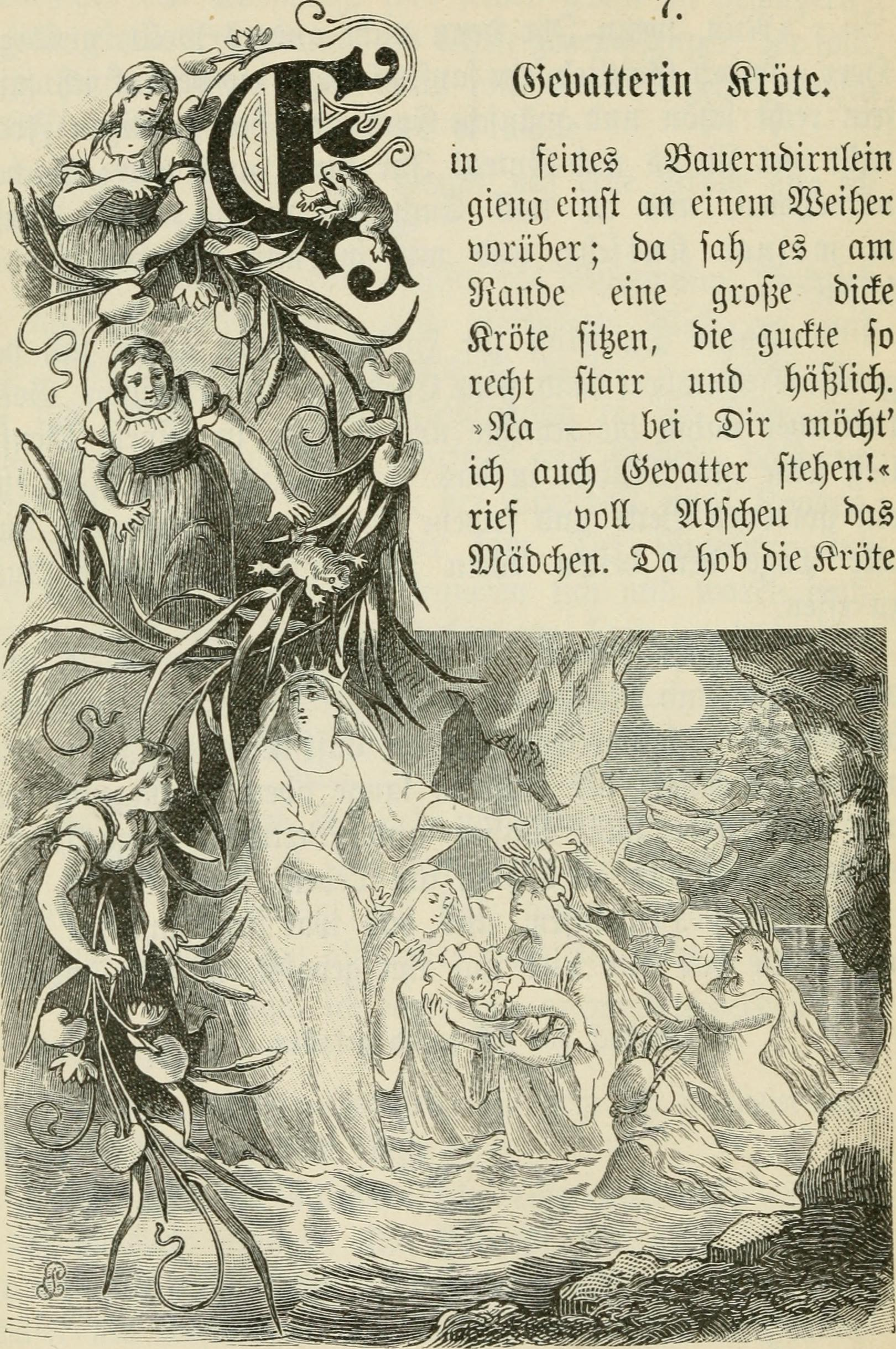
Illustration, 1890

Gevatterin Kröte ist ein Märchen. Es steht in Ludwig Bechsteins Neues deutsches Märchenbuch an Stelle 7 und in seinem Thüringer Sagenbuch von 1858 (Band 2, Nr. 298).

## Inhalt
Ein Mädchen grüßt spöttisch eine Kröte, bei ihr wolle es „Gevatter“ (Taufpate) sein. Daheim erwartet es die Kröte. Sie führt es unter den See, wird zur schönen Frau und zeigt ihr das Nixenkind. Das Fest ist herrlich. Drei wunderbare Gaben beweisen, dass es kein Traum war. Sie machen das Mädchen glücklich, doch an den See geht es nicht mehr.

## Herkunft
Bechstein fand den Stoff „Mündlich im Vogtlande; dort mit örtlichem Anklang, halb Sagen- halb Märchenstoff.“ Laut Hans-Jörg Uther ist die Quelle nicht zu ermitteln. Das leichtfertige Versprechen erinnert an Grimms Froschkönig, vgl. sonst Die Wichtelmänner und Märchen vom Tod als Gast. Das Mädchen „gruselte“ sich, sprachlich wohl eine Anleihe von Das Gruseln.
In Bechsteins Thüringer Sagenbuch steht Gevatterin Kröte kürzer. Die Kröte lädt das Mädchen per Brief, es fragt den Beichtvater. Die Geschichte wird in Schlettwein verortet.